# Shang Ting
Pour les articles homonymes, voir Shang et Ting.
Shang Ting (chinois traditionnel : 商挺), né en 1209 dans la province du Shandong et mort en 1288, est un calligraphe et un poète chinois de la dynastie Yuan.